# Ronde van Lombardije 1972
De Ronde van Lombardije 1972 was de 66e editie van deze eendaagse Italiaanse wielerwedstrijd, en werd verreden op zaterdag 7 oktober 1972. Het parcours leidde van Milaan naar Como en ging over een afstand van 266 kilometer. 
De Belg Eddy Merckx won door middel van een solo. Merckx won voor de derde maal drie wielermonumenten in één jaar. In 1975 zou hij dit voor een vierde maal presteren. Tot en met heden (2024) heeft geen andere renner drie monumenten in één jaar gewonnen.
De eindzege in de Super Prestige Pernod ging naar de Belg Eddy Merckx.

## Uitslag
| Ronde van Lombardije 1972 |                    |                                  |          |
| Plaats                    | Naam               | Ploeg                            | Tijd     |
| Winnaar                   | Eddy Merckx        | Molteni                          | 6u47'54" |
| 2                         | Cyrille Guimard    | Gan-Mercier-Hutchinson           | + 1' 27" |
| 3                         | Felice Gimondi     | Salvarani                        | z.t.     |
| 4                         | Frans Verbeeck     | Watneys-Avia                     | z.t.     |
| 5                         | Antoine Houbrechts | Salvarani                        | z.t.     |
| 6                         | Joop Zoetemelk     | Beaulieu-Flandria                | z.t.     |
| 7                         | Raymond Delisle    | Peugeot-Michelin-BP              | + 1' 30" |
| 8                         | Willy De Geest     | Van Cauter-Magniflex-De Gribaldy | + 1' 39" |
| 9                         | Franco Bitossi     | Filotex                          | z.t.     |
| 10                        | Michele Dancelli   | Scic                             | z.t.     |

1905 · 1906 · 1907 · 1908 · 1909 · 1910 · 1911 · 1912 · 1913 · 1914 · 1915 · 1916 · 1917 · 1918 · 1919 · 1920 · 1921 · 1922 · 1923 · 1924 · 1925 · 1926 · 1927 · 1928 · 1929 · 1930 · 1931 · 1932 · 1933 · 1934 · 1935 · 1936 · 1937 · 1938 · 1939 · 1940 · 1941 · 1942 · 1943 · 1944 · 1945 · 1946 · 1947 · 1948 · 1949 · 1950 · 1951 · 1952 · 1953 · 1954 · 1955 · 1956 · 1957 · 1958 · 1959 · 1960 · 1961 · 1962 · 1963 · 1964 · 1965 · 1966 · 1967 · 1968 · 1969 · 1970 · 1971 · 1972 · 1973 · 1974 · 1975 · 1976 · 1977 · 1978 · 1979 · 1980 · 1981 · 1982 · 1983 · 1984 · 1985 · 1986 · 1987 · 1988 · 1989 · 1990 · 1991 · 1992 · 1993 · 1994 · 1995 · 1996 · 1997 · 1998 · 1999 · 2000 · 2001 · 2002 · 2003 · 2004 · 2005 · 2006 · 2007 · 2008 · 2009 · 2010 · 2011 · 2012 · 2013 · 2014 · 2015 · 2016 · 2017 · 2018 · 2019 · 2020 · 2021 · 2022 · 2023 · 2024 · 2025